# Стелла Кокс
Стелла Кокс (англ. Stella Cox; нар. 7 листопада 1990 Рим, Італія) — італійська і британська порноакторка.

## Життєпис
Народилася в Італії, але пізніше переїхала до Великої Британії.
В порноіндустрію потрапила у 23 роки в 2013 зі зйомок для британських порностудій. Вперше знялася в сцені анального сексу в грудні 2014 року у відео British girl's First Anal Sex студії Mofos. Знімається у фільмах зі сценами традиційного, лесбійського, міжрасового, анального сексу та подвійного проникнення.
Знімається для таких порностудій, як Brazzers, DDF Network, Digital Playground, Evil Angel, Girlfriends Films, Kink, Naughty America, Private.
За даними сайту IAFD на травень 2019 року, знялася в понад 280 порнофільмах.

## Нагороди та номінації
| Рік  | Нагорода                   | Результат | Категорія                                                             | Фільм                                                |
| ---- | -------------------------- | --------- | --------------------------------------------------------------------- | ---------------------------------------------------- |
| 2014 | UKAP Award                 | Перемога  | Newcomer of the Year                                                  | Н/Д                                                  |
| 2015 | Paul Raymond Award         | Перемога  | Paul Raymond Girl of the Year                                         | Н/Д                                                  |
| 2016 | AVN Award                  | Номінація | Іноземна виконавиця року                                              | Н/Д                                                  |
| 2016 | UKAP Award                 | Перемога  | Your Choice Girl of the Year                                          | Н/Д                                                  |
| 2017 | AVN Award                  | Номінація | Іноземна виконавиця року                                              | Н/Д                                                  |
| 2017 | AVN Award                  | Номінація | Краща сцена сексу у фільмі іноземного виробництва (разом з Денні Ді)  | Sherlock: a XXX Parody                               |
| 2017 | DVDerotik Award            | Номінація | Виконавиця року                                                       | Н/Д                                                  |
| 2017 | Spank Bank Award           | Перемога  | Gangbanged Girl of the Year                                           | Н/Д                                                  |
| 2017 | Spank Bank Award           | Перемога  | Imported Enchantress of the Year                                      | Н/Д                                                  |
| 2017 | Spank Bank Technical Award | Перемога  | 0069: Licensed To Kill Dicks                                          | Н/Д                                                  |
| 2017 | XBIZ Award                 | Номінація | Іноземна виконавиця року                                              | Н/Д                                                  |
| 2017 | XBIZ Award                 | Номінація | Краща акторка — пародійний фільм                                      | Sherlock: a XXX Parody                               |
| 2018 | Fleshbot Award             | Номінація | Краща сцена групового сексу (разом з Джеймсом Діном і Маркусом Дюпрі) | Stella Cox Ass And Pussy Punished With Two Big Cocks |
| 2018 | Fleshbot Award             | Номінація | Кращі сиськи                                                          | Н/Д                                                  |
| 2018 | Pornhub Award              | Номінація | All At The Same безкоштовно Damn Time — Top DP Performer              | Н/Д                                                  |
| 2018 | SHAFTA Award               | Номінація | Televisionx.com Fan Fave                                              | Н/Д                                                  |
| 2018 | Spank Bank Award           | Перемога  | Facial Cum Target of the Year                                         | Н/Д                                                  |
| 2018 | Spank Bank Technical Award | Перемога  | Sexual Jedi                                                           | Н/Д                                                  |
| 2018 | XBIZ Award                 | Перемога  | Іноземна виконавиця року                                              | Н/Д                                                  |
| 2018 | XBIZ Europa Award          | Номінація | Виконавиця року                                                       | Н/Д                                                  |
| 2019 | XBIZ Award                 | Номінація | Іноземна виконавиця року                                              | Н/Д                                                  |
| 2019 | XBIZ Europa Award          | Номінація | Виконавиця року                                                       | Н/Д                                                  |

## Вибрана фільмографія
- 2015 — Amazing Tits 5
- 2015 — let's Try Anal 20
- 2016 — Dime Piece
- 2016 — Exquisite Slits
- 2016 — Just Do Her
- 2016 — Mountain Crush
- 2016 — Prison Lesbians 4
- 2017 — Cuckold Lives
- 2017 — Lovers Reunited
- 2017 — Sex, Британці and Rock N' Roll
- 2017 — Stay With Me
- 2017 — Tits and Oil 3